# أبو سهل بن زياد
أبو سهل أحمد بن محمد بن عبد الله بن زياد بن عباد القطان البغدادي (259 هـ-350 هـ) محدث ومسند العراق. قال الخطيب: كان صدوقًا أديبًا شاعرًا، راوية للأدب عن ثعلب والمبرد، وكان يميل إلى التشيع.

## روايته للحديث النبوي
- سمع من: أحمد بن عبد الجبار العطاردي، وأبا جعفر محمد بن عبيد الله بن المنادي، ومحمد بن عيسى المدائني، ويحيى بن أبي طالب، ومحمد بن الجهم، ومحمد بن الحسين الحنيني، وإسماعيل القاضي، وعدة، وروى الكثير، وتفرد في زمانه.[2]
- حدث عنه: الدراقطني، وابن منده، والحاكم، وابن رزقويه، وأبو الحسين بن بشران، وأبو الحسن الحمامي، وأبو علي بن شاذان، وقوم آخرهم أبو القاسم بن بشران.[2]

- الجرح والتعديل: هذه بعض من أقوال العلماء فيه:
  - أبو بكر البرقاني: صدوق.
  - أحمد بن علي القطان: ما رأيت رجلًا أحسن انتزاعًا لما أراد من آي القرآن منه.
  - الخطيب البغدادي: صدوق.
  - الدارقطني: ثقة.
  - الذهبي: الإمام المحدث الثقة.
  - عبد الحي بن العماد الحنبلي: المحدث الأخباري الأديب، مسند وقته، وفيه تشيع قليل، وكان يديم التهجد والتلاوة والتعبد، وكان كثير الدعابة.
  - قال أبو عبد الله بن بشر القطان: ما رأيت أحسن انتزاعًا لما أراد من آي القرآن من أبي سهل بن زياد، وكان جارنا، وكان يديم صلاة الليل، والتلاوة، فلكثرة درسه، صار القرآن كأنه بين عينيه.[2]